# Ignacio Allende, Sombrerete
Ignacio Allende är en ort i Mexiko.   Den ligger i kommunen Sombrerete och delstaten Zacatecas, i den centrala delen av landet, 700 km nordväst om huvudstaden Mexico City. Ignacio Allende ligger 2 392 meter över havet och antalet invånare är 349.
Terrängen runt Ignacio Allende är kuperad åt nordost, men åt sydväst är den platt. Runt Ignacio Allende är det glesbefolkat, med 16 invånare per kvadratkilometer. Närmaste större samhälle är Benito Juárez, 11,7 km nordost om Ignacio Allende. Omgivningarna runt Ignacio Allende är i huvudsak ett öppet busklandskap.